# 豊原荘
豊原荘（とよはらのしょう）は備前国邑久郡（現在の岡山県瀬戸内市）にあった荘園。
元々、南北条・長沼・神崎の3郷が平安時代末期の平頼盛が知行国主であった時期に開発され、後に邑久・尾張・兼松の3郷が加わった。後に、南隣にあった鹿忍荘を吸収・統合したとする研究もある。
禁裏御料とされているが、実際の領有関係は複雑で東大寺をはじめとして多くの公家や寺院が荘園内に所職を有していた。鎌倉時代末期から南北朝時代にかけては悪党の活動が活発であった地域で、『太平記』に登場する児島高徳はこの地を拠点とする悪党・和田氏の出身とされている。
戦国時代には浦上氏や宇喜多氏の進出によって荘園が解体され、両氏に属していた馬場氏がこの地の領主となっている。